# Schey Fülöp
Koromlai Schey Fülöp (németül: Philipp Schey von Koromla; Kőszeg, 1798. szeptember 20. – Baden bei Wien, 1881. június 26.) egy osztrák–magyar nemes, nagykereskedő, Kőszeg és a kőszegi szegények legnagyobb mecénása. Schey Fülöp elsőként kapott magyarországi zsidóként nemesi rangot az Osztrák–Magyar Monarchiában.

## Életpályája
Schey Mózes önálló kereskedő öt közül harmadik fiaként született. A család egykor Morvaországból érkezett Nyugat-Magyarországra és az Esterházy-birtokon fekvő Lakompakon (ma Lackenbach, Ausztria) élt. A II. József türelmi rendelete adta lehetőséget kihasználva nagyapja Schey Izrael kereskedő és Mózes nevű fia 1785-86 környékén költöztek Kőszegre.
Fülöp 18 évesen nősült meg, felesége Franciska volt. Gyermekeik nem születettek. 1823-tól önálló üzletet vitt, 1831-ben 1. osztályú kereskedőként fizetett adót Kőszeg városának. Ebben az időben átvette apjától a Somogy vármegyében fekvő Polányban lévő, bérelt birtokának az irányítását.
Jó üzleti kapcsolatot ápolt az Esterházyakkal, Batthyányakkal, Erdődyekkel.
Unokaöccse Schey Frigyes az 1830-as években Bécsbe illeszkedett be és a Landauer Bankháznál dolgozott. Frigyes a Bécsi Kereskedelmi Akadémia (Wiener Handelsakademie) alapítója és egyike volt a Wiener Stadttheater magántulajdonosainak, egy időre pedig a bécsi tőzsde alelnökévé választották. Kapcsolatai nagyban segítették Fülöp vállalkozásait.
Fülöp a kezdetekben Bécs 2. kerületében – a Lipótvárosban (Leopoldstadt) – a Wertheimstein Bankháznál dolgozott, de későbbiekben, mint önálló nagykereskedő szerzett jelentős vagyont.
1844-ben alapító tagja a Kőszeg Takarékpénztárnak és a 300 részvényből 11-et birtokolt. 1846 és 1868 között alelnöke, majd 1870–1874 között igazgatója. Az elnöksége oly eredményt ért el, hogy a bank a 60%-os osztalékot is fizetett. Tevékenykedett a Kőszegi Posztó és Gyapjúszövetgyár Egyesületben, ahol 15 részvényt jegyzett az 550-ből.
A Habsburg-udvarhoz való hűsége gyarapította a vagyonát. 1848-as forradalom alatt szüneteltette a városban lévő üzleteit. Vagyonát tovább gazdagították az 1848–49-es hadiszállítások. Végig megtartotta hűségét a császári udvarhoz, de jelentős részt vállalt a Kőszegre kirótt hatalmas hadisarc csökkentése érdekében.
1854-ben a kőszegi képviselő-testület a helyi szegényeknek nyújtott támogatásért hálairatot adott át neki. 1859. március 3-án I. Ferenc Józseftől Koromlak község osztrák nemesi rangja címet kapta, s mint ilyen birtokosa első volt a magyarországi zsidók között. 1863. december 4-én a lovagi, majd 1869. december 25-én a bárói címet is elnyerte.
Kedvenc bankárja volt a Habsburg–Tescheni Albert főhercegnek, és finanszírozta az udvari testőrséget is.
A magánvagyona lehetővé tette neki, hogy jelentős forrásokat fordíthasson jótékonysági célokra. Többek között 1856-ban elkészült a Kőszegi Városi Kórház, az 1858–59-ben neogótikus stílusban felépült zsinagóga, a Habsburg–Tescheni Albert főherceg tiszteletére Albrechtinumra keresztelt szegényház.
Magas összeggel támogatta a Győr–Graz vasútvonal Kőszegen át történő kiépítését, ez azonban nem a tervei szerint valósulhatott meg.
1868-ban a Erzsébet magyar királyné tiszteletére Elisabethinum névem Kisdedóvó létesítéséhez járult hozzá, ahol a gyermekeket vallási felekezetre tekintet nélkül vették fel. Életének késői szakaszában Bécsben és annak közelében Baden bei Wienben tartózkodott, de a májusokat Kőszegen töltötte.
1881-ben Badenben halt meg. Halála után a nemességet és bárói rangját királyi engedéllyel átruházta az akkor még szintén zsidó unokaöccsére Frigyesre, mert gyermeke nem volt. A lovagi rangot is unokaöccsei, Schey Frigyes báró, Schey Károly lovag és Schey Fülöp báró örökölték. Neje – a nagykanizsai hitközségi elnök leánya – jótékonyságáról szintén messzeföldön ismert és tisztelt egyéniség volt.
Végrendeletében megemlékezett a budapesti rabbiképzőről, a bécsi izraelita szegényházról, a nagymartoni jesíváról. A kőszegi zsinagóga fenntartásáról és a rabbi ellátásáról is gondoskodott.

## Alapításai
- Kórház 1856
- Albrechtinum 1856. Kőszegen, a mai Pék utcában álló lakóház eredetileg szegényháznak épült. A Szegényházhoz 13 000 forintot adott és 12 személy: 4 katolikus, 2 protestáns és 6 izraelita vallású kapott egyszobás kamrás lakást.
- Zsinagóga, 1858–59. A Zsinagóga kupolájában ma is kivehető még a „in Ehre Gottes gebaut von Philip Schey von Koromla 1859” felirat.
- Elisabethinum (Kisdedóvó) 1868. Az Óvoda Egyesületnek 18 000 Ft-ot és egy házat ajándékozott azzal a feltétellel, hogy a főalapítói címet megkapja, az intézményt Erzsébet királynéról nevezik el, és valláskülönbség nélkül veszik fel a gyermekeket. Az intézmény 1871 és 1973 között állt, helyén ma lakóház van.[2]
- Izraelita temető, 1874. Az egykori izraelita sírkert a Temető utca és Park utca sarkán áll. A bejárata felett az eredeti márvány tábla jelzi az alapító személyét és az alapítás évét. A temetőben létesített ravatalozót az apja emlékének szentelte.[2] Ma a temető fákkal körülvett terület.

## Emlékezete
- Az Izraelita temető bejárata feletti márványtábla
- 2008-ban a zsinagóga megmentése érdekében a Vas megyei Önkormányzat kezdeményezte a Schey Fülöp Alapítvány létrehozását.

## Galéria

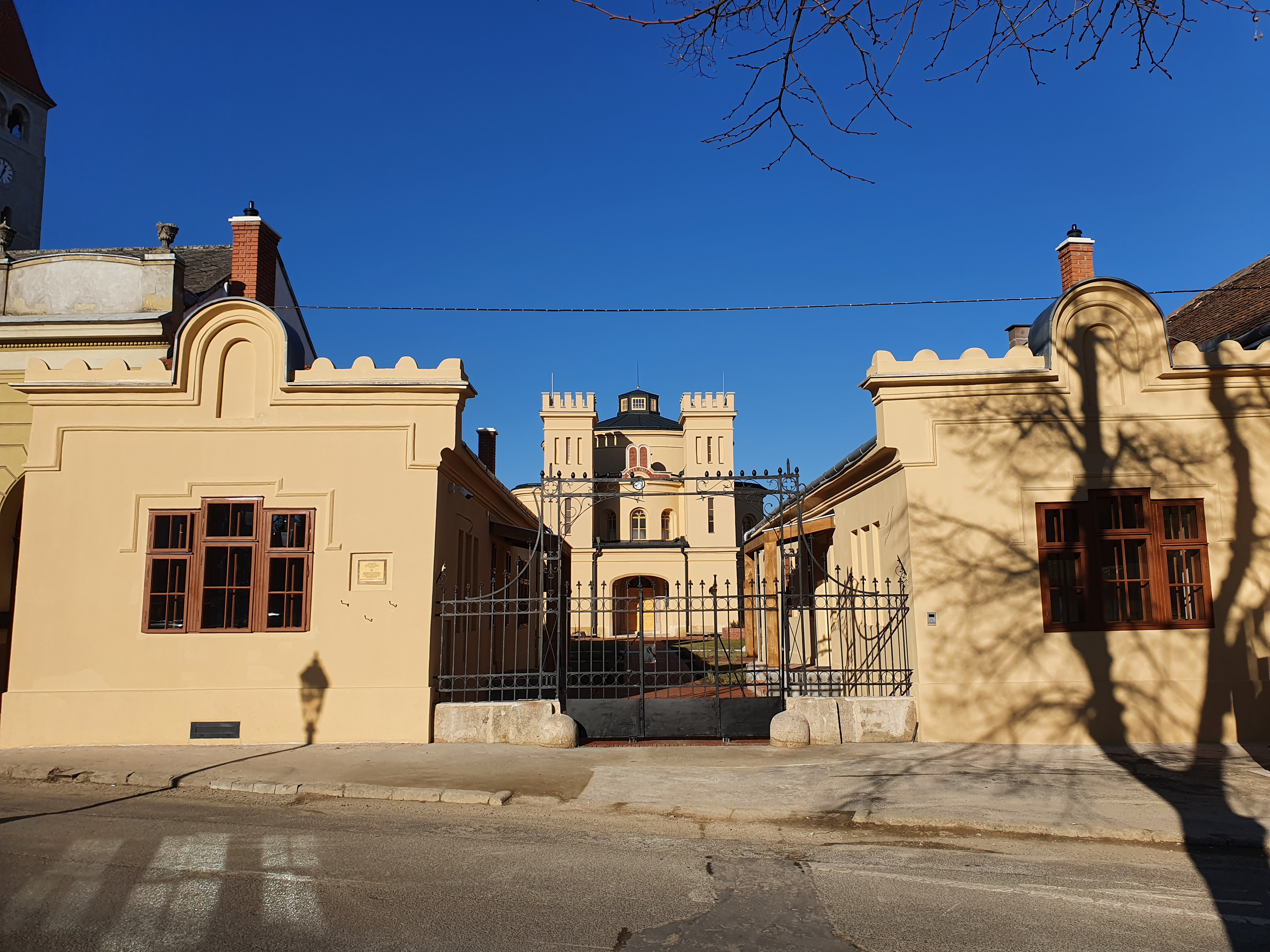
A Kőszegi zsinagóga – 1859 (Várkör 38.)
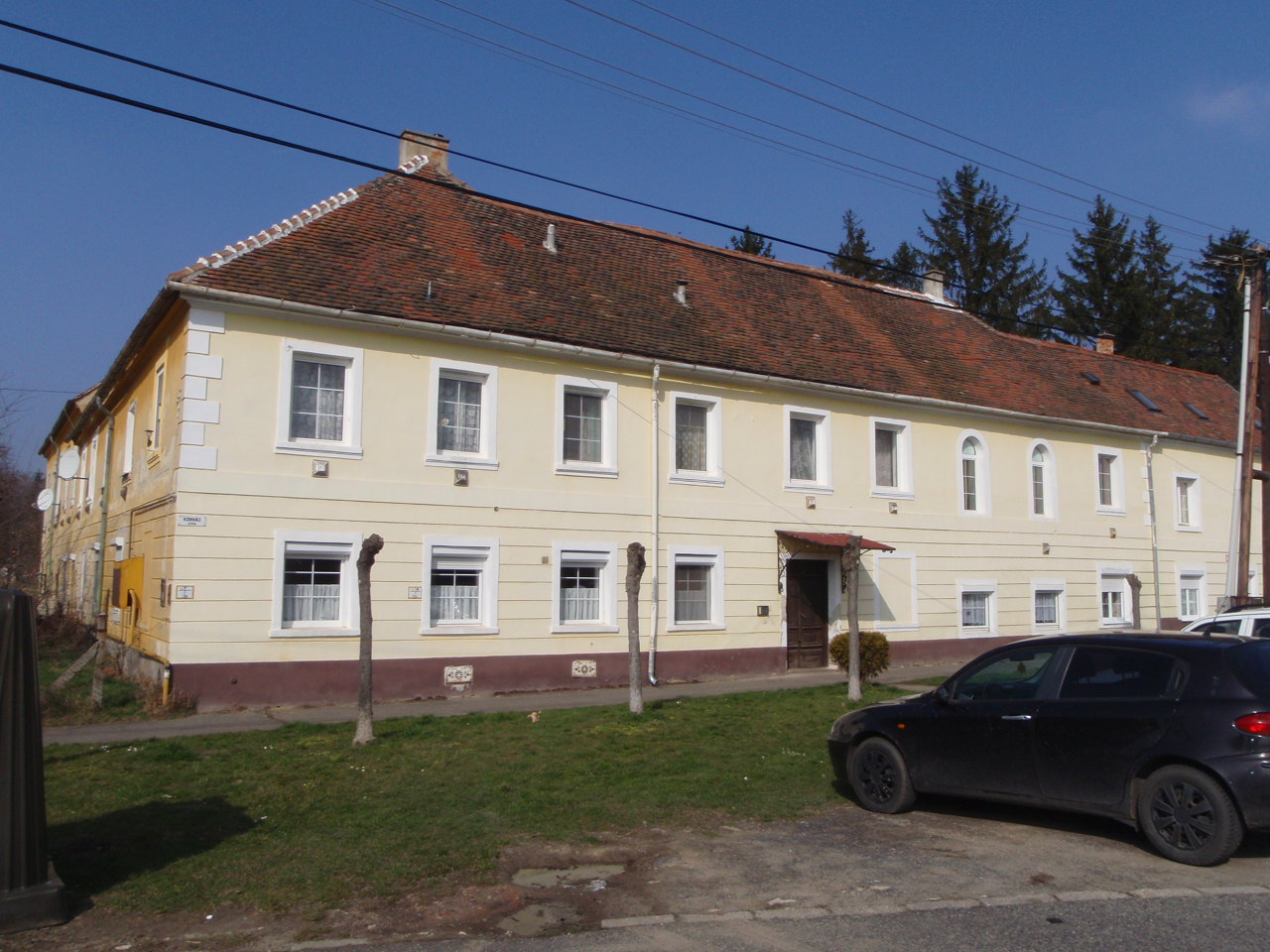
Az egykori Kórház – 1856, ma lakóház
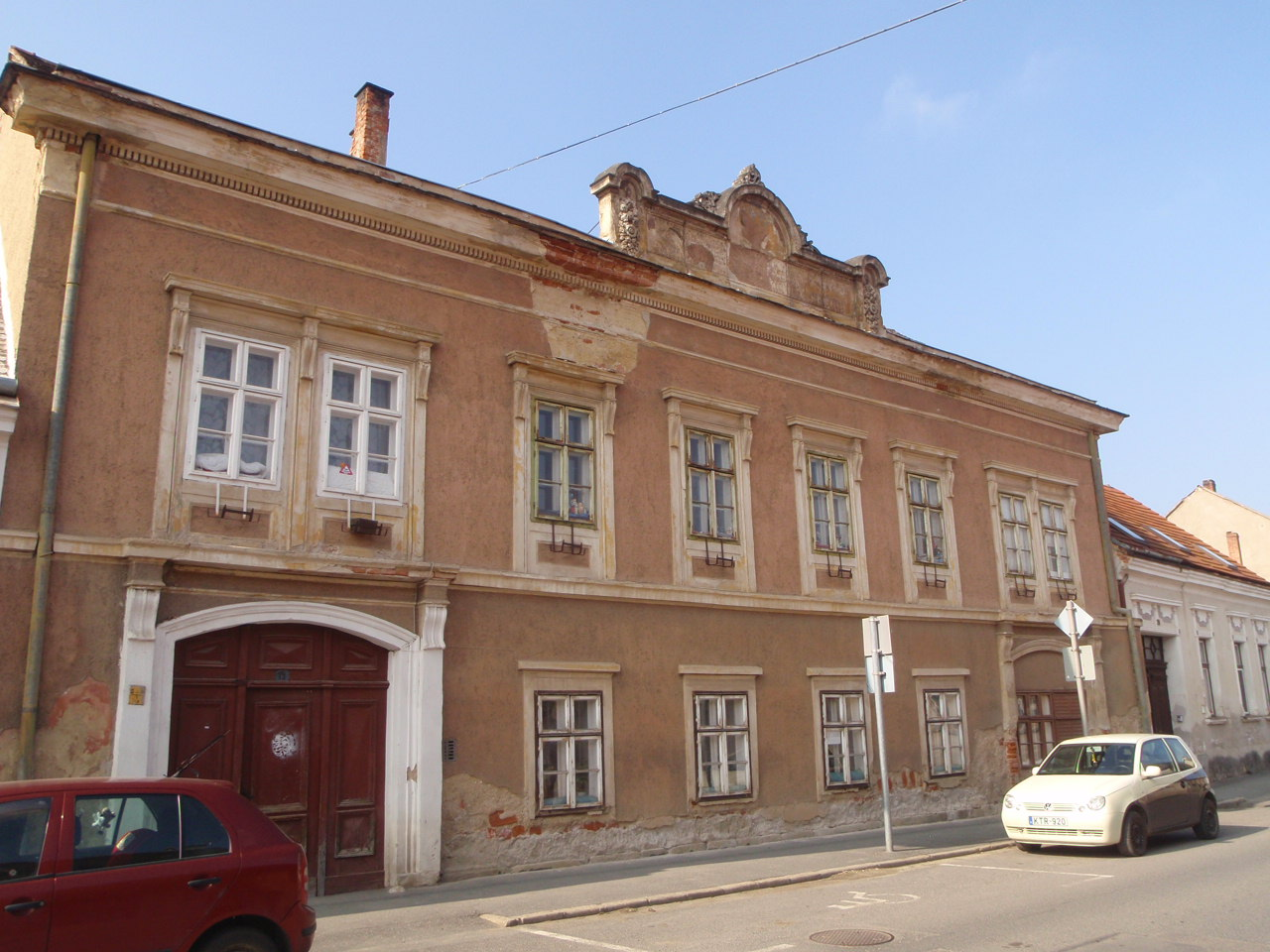
Albrechtinum – Szegényház – 1856, ma lakóház (Pék utca 19.)
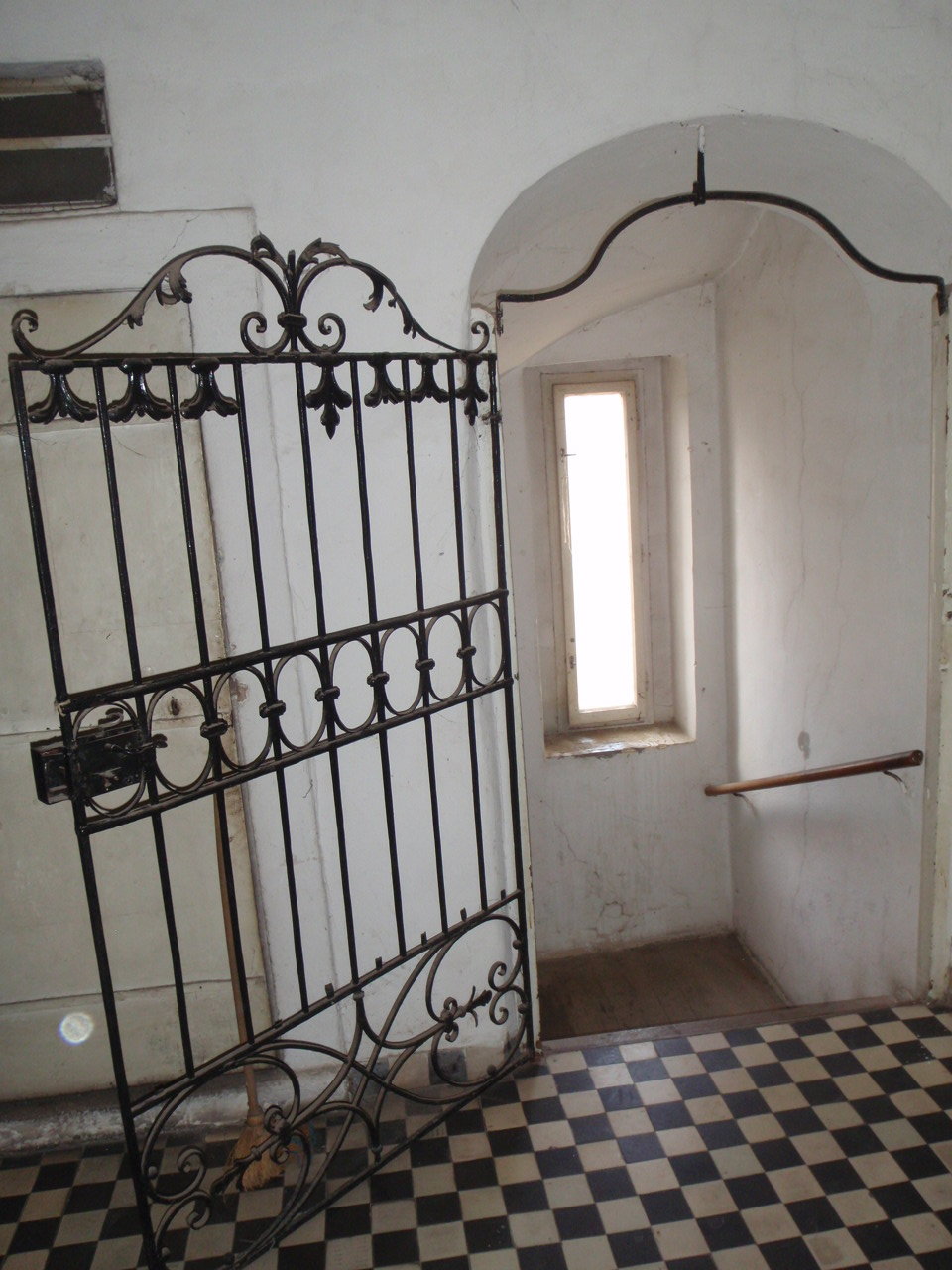
Az Albrechtinum lépcsőháza
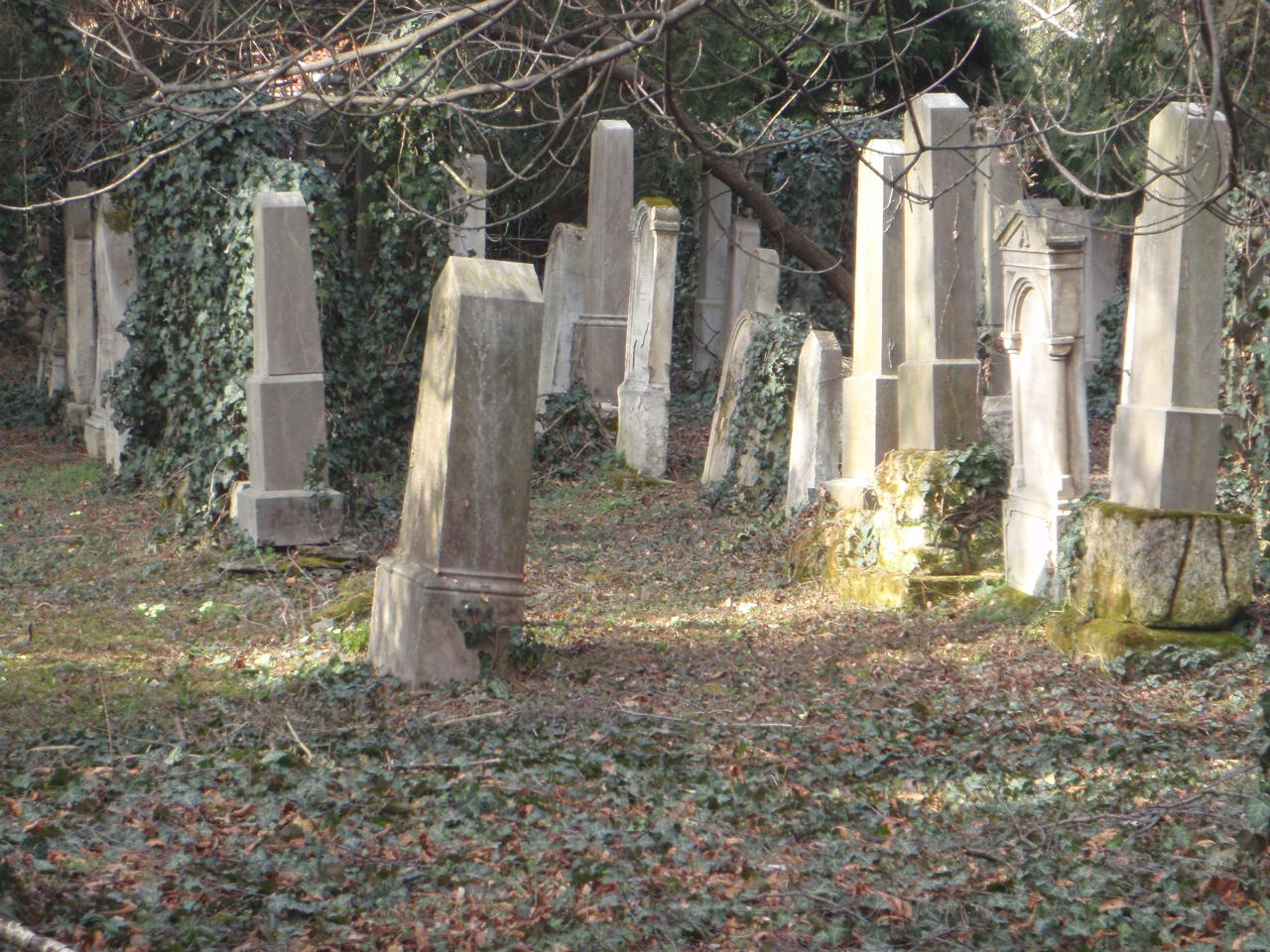
Izraelita temető, Kőszeg – 1874
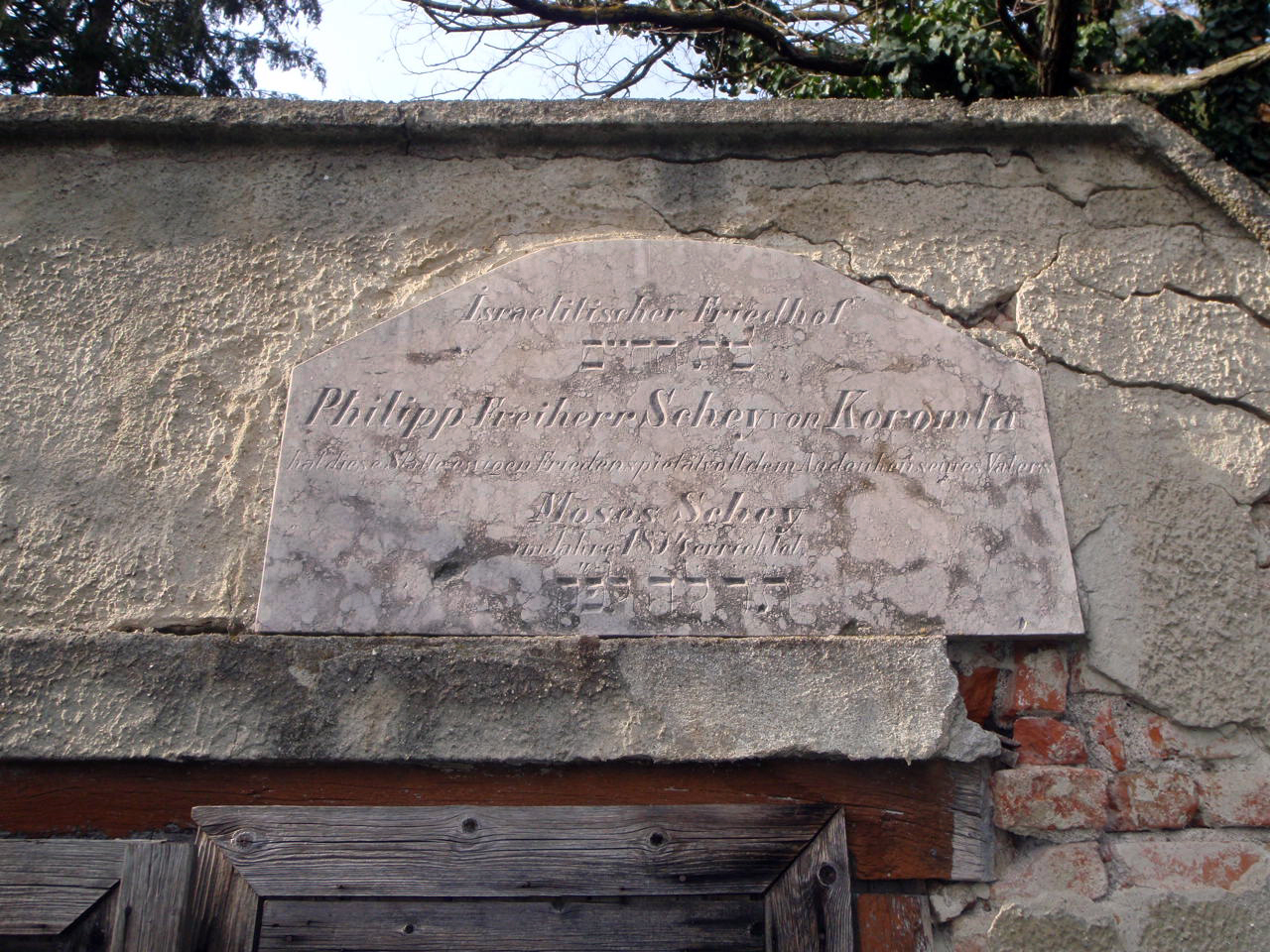
Emléktábla az alapító Schey Fülöp tiszteletére
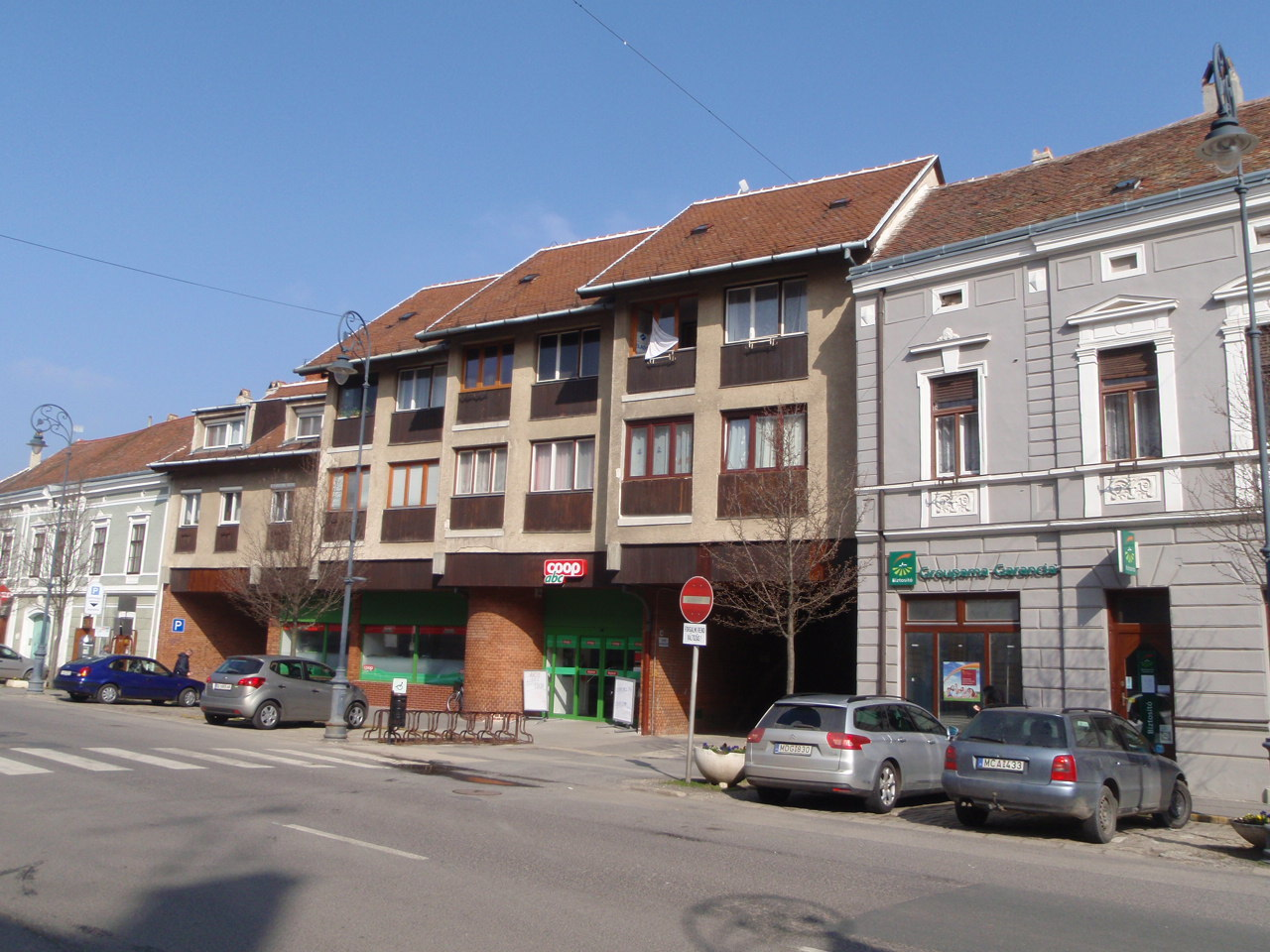
Várkör 20–22., itt állt 1871–1973 között az Elisabethinum (Kisdedóvó)

## Fordítás
- Ez a szócikk részben vagy egészben  a   Philipp Schey von Koromla című német Wikipédia-szócikk ezen változatának fordításán alapul.  Az eredeti cikk szerkesztőit annak laptörténete sorolja fel. Ez a jelzés csupán a megfogalmazás eredetét és a szerzői jogokat jelzi, nem szolgál a cikkben szereplő információk forrásmegjelöléseként.